# 约翰·米利厄斯
约翰·弗雷德里克·米利厄斯（英語：John Frederick Milius，/ˈmɪliəs/，1944年4月11日—）是一位美国电影编剧、导演和制片人。他所执导并编剧的最具知名度电影是阿诺德·施瓦辛格主演的剑与魔法電影《野蛮人柯南》，还曾参与《现代启示录》和《肮脏的哈里》及其续集《紧急搜捕令》的编剧工作。

## 早年生活
米利厄斯生于密苏里州圣路易斯，他的父亲名叫威廉·斯泰克斯·米利厄斯（William Styx Milius），是一位立陶宛血统的鞋业制造商，母亲叫伊丽莎白（Elizabeth），娘家姓是罗伊（Roe）。两人有三个孩子，约翰是老幺。约翰7岁那年爸爸转让了自己的生意退休搬到了加利福尼亚州，在这里约翰迷上了冲浪。14岁那年父母将他送进了位于一座山上的小型私立学校，他形容这是“因为我是一个不良少年”。在这里米利厄斯开始大量地阅读，并试着写短篇小说。“我很早就学会了以任何一种体裁写作。我能写出流利的海明威，或是流利的梅尔威尔，或是康拉德，杰克·凯鲁亚克，或是任何一个人。”

## 个人生活
米利厄斯自诩是一位禅宗无政府主义者，但他也曾在一部纪录片的采访中公开赞同自己属于好莱坞的保守主义派别，这点与他的保守倾向一致。他还一直是南加州大学一个名叫创新技术研究院的军事智囊团顾问。在一次接受采访时米利厄斯表示：
我不是反动分子 — 我只是个已经远远超出基督教信徒们能够接受范围内的右翼极端分子，已经超出了他们的想象。我信奉毛泽东思想，我是个无政府主义者，我一直都是个无政府主义者。任何一个真正的右翼分子都会憎恨政府，因为政府是给牛准备的，而不是给人类准备的
米利厄斯是犹太人，已经结过三次婚，现任妻子艾兰·奥布朗是一位女演员。他与首任夫人蕾妮·法布里（Renee Fabri）于1967年1月7日结婚，两人有两个孩子；1978年2月26日他与茜丽娅·凯尔（Celia Kaye）结婚，两人有一个女儿。
米利厄斯曾因一位朋友盗用他的钱款潜逃而陷入财政危机，并且还曾因中风导致无法说话或行走，不过之后他都恢复了过来。

## 部分电影
- 《魔鬼8号》（The Devil's 8，1968年，编剧）
- 《肮脏的哈里》（1971年，未列名的编剧）
- 《Evil Knevil》（1971年，编剧）
- 《罗伊·比恩法官的生平（英语：The Life and Times of Judge Roy Bean）》（1972年，编剧）
- 《猛虎过山（英语：Jeremiah Johnson (film)）》（1972年，编剧）
- 《紧急搜捕令》（1973年，编剧）
- 《大盗龙虎榜》（Dillinger，1973年，编剧/导演）
- 《黑狮震雄风（英语：The Wind and the Lion）》（1975年，编剧/导演）
- 《大白鲨》（1975年，未列名编剧）
- 《伟大的星期三（英语：Big Wednesday）》（1978年，编剧/导演）
- 《一亲芳泽（英语：I Wanna Hold Your Hand (film)）》（1978，执行制片人）
- 《赤裸追凶》（Hardcore，1979年，执行制片人）
- 《现代启示录》（1979年，于1969年撰写了第一稿剧本）
- 《1941年》（1979年，编剧/执行制片人）
- 《尔虞我诈（英语：Used Cars）》（1980年，执行制片人）
- 《野蛮人柯南》（1982年，编剧/导演）
- 《长驱直入》（Uncommon Valor，1983年，制片人）
- 《红色黎明》（1984年，编剧/导演）
- 《反攻美国（英语：Extreme Prejudice (film)）》（1987年，编剧[9]）
- 《再见国王》（Farewell to the King，1989年，编剧/导演）
- 《猎杀红色十月》（1990年，未列名编剧）
- 《捍卫入侵者》（1991年，导演/未列名编剧）
- 《杰罗尼莫-印第安之鹰（英语：Geronimo: An American Legend）》（1993年，编剧）
- 《燃眉追击》（1994年，编剧）
- 《摩托黑帮》（Motorcycle Gang，1994年，导演）
- 《飙风特警》（2001年，于1991至1993年编剧了原创剧本）